# 中田 (仙台市)
中田（なかだ）は、宮城県仙台市太白区の地名。汎称地名としての「中田」と、その地域の一部として現行行政地名での中田一丁目から中田七丁目がある。中田一丁目から中田七丁目の郵便番号は981-1104。
広域地名としての「中田」は以下の範囲を指している。
1. 東北本線南仙台駅（旧称：陸前中田駅）の周辺部である中田一 - 七丁目および西中田一 - 七丁目の区域。現在ではこの範囲を指して「南仙台」と呼ぶことがある。
2. 住居表示実施以前の「中田町」全域。すなわち江戸時代の前田村の範囲。現在の中田町および中田一 - 七丁目・西中田一 - 七丁目・東中田一 - 五丁目の区域。
3. 旧自治体の「中田村」の範囲。現在の中田町・中田一 - 七丁目・西中田一 - 七丁目・東中田一 - 五丁目・柳生（大字）・柳生一 - 七丁目・袋原（大字）・袋原一 - 六丁目・四郎丸の区域。

この記事では広域としての中田地域の歴史に触れつつ中田一丁目から中田七丁目の区域について述べる。

## 地理
太白区南東部に位置し、東北本線南仙台駅の東側にあたる。北で大野田、東で東中田、南東で中田町、南で名取市大字上余田、西で東北本線の線路を挟んで西中田、北西の一点で柳生と接する。南仙台駅周辺にマンションが立ち並ぶほか周辺部にも住宅地が拡がり、町域内を南北に貫く国道4号・国道4号仙台バイパスの沿道にはそれぞれロードサイド店舗が連なっている。

## 歴史
江戸時代に名取郡前田村に置かれた奥州街道の宿場町・中田宿が地名の由来である。中田宿は仙台城の城下町から江戸に向かって二つ目の宿駅であり、『奥州道中歌』に「長町や 中田の駒を 増田まで もの岩沼に 槻ノ木の土手」と詠みこまれている。
1889年（明治22年）の町村制施行にともない前田村が四郎丸村・袋原村・柳生村と合併して中田村が発足すると、旧4か村の名称がそのまま中田村の大字となり、1941年（昭和16年）に中田村が仙台市に編入された際には、旧中田村の四つの大字のうち四郎丸・袋原・柳生はそのまま名称が仙台市に引き継がれたが、前田は中田町（なかだまち）へと改称された。
1979年（昭和54年）、南仙台駅および旧中田宿を中心とする中田町の北西部に住居表示が実施されることになり、東北本線の線路を境として、当該部分の東側を中田とし、西側を西中田とした。

### 沿革
- 1889年（明治22年）4月1日 - 町村制施行にともない、前田村が四郎丸村・袋原村・柳生村と合併して中田村が発足。中田村前田となる。
- 1924年（大正13年）9月10日 - 前田に東北本線の陸前中田駅が開設される（路線自体は明治時代に開通済）。
- 1941年（昭和16年）9月15日 - 中田村が仙台市に編入される。これにともない中田村前田は仙台市中田町となる。
- 1963年（昭和38年）5月25日 - 陸前中田駅が南仙台駅に改称。
- 1979年（昭和54年）7月1日 - 仙台市中田町のうち東北本線の線路以東、国道4号仙台バイパス以西の部分[4]に住居表示を実施し、中田（1丁目 - 7丁目）とする。
- 1989年（平成元年）4月1日 - 仙台市の政令指定都市化にともない、太白区の所属となる。

## 世帯数と人口
2017年（平成29年）4月1日現在の世帯数と人口は以下の通りである。
| 丁目      | 世帯数    | 人口    |
| --------- | --------- | ------- |
| 中田1丁目 | 506世帯   | 1,070人 |
| 中田2丁目 | 534世帯   | 1,310人 |
| 中田3丁目 | 372世帯   | 704人   |
| 中田4丁目 | 258世帯   | 579人   |
| 中田5丁目 | 358世帯   | 808人   |
| 中田6丁目 | 334世帯   | 953人   |
| 中田7丁目 | 696世帯   | 1,491人 |
| 計        | 3,058世帯 | 6,915人 |

## 交通

### 鉄道
- 東日本旅客鉄道（JR東日本）
  - 東北本線：南仙台駅 - 駅所在地であり、敷地の東口側が中田三丁目・五丁目にあたる。

### 道路
- 宮城県道39号仙台岩沼線
- 宮城県道273号仙台名取線（旧・国道4号、奥州街道）
- 国道4号仙台バイパス

## 施設

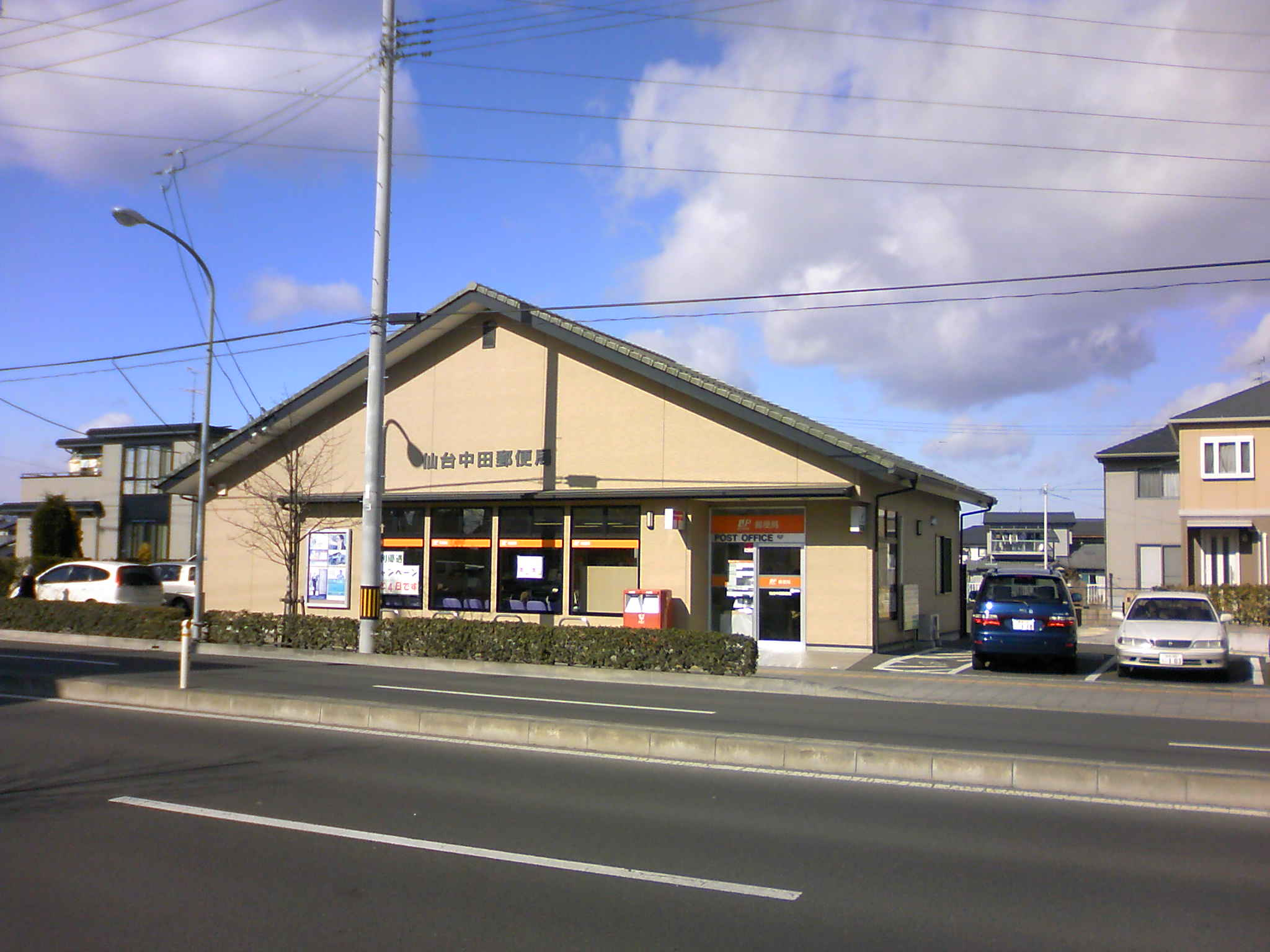
仙台中田郵便局

- 太白消防署中田出張所
- 仙台市中田証明発行センター
- 仙台市中田児童館
- 仙台市立中田中学校
- 仙台市立中田小学校
- 東日本医療専門学校
- 中田保育所
- 中田幼稚園
- バンビの森保育園
- 仙台中田郵便局
- 南仙台自動車学校
- 宝泉寺 - 真言宗智山派の仏教寺院。
- 仙台産業展示館